# Râul Robu
Râul Robu este un curs de apă, afluent al râului Miletin. 